# Sang fresca
Sang fresca (títol original en anglès: Innocent Blood) és una pel·lícula estatunidenca dirigida per John Landis, estrenada l'any 1992. Ha estat doblada al català.

## Argument
Marie, una jove vampir de Pittsburgh, sobreviu alimentant-se exclusivament de la sang dels criminals i d'altres fora de la llei. Una vegada acaba de "menjar", Marie ha d'acabar amb les seves preses amb la finalitat que no es transformin en vampirs. Tanmateix, mentre que escull com a víctima un cap de la màfia del nom Sal Macelli, Marie no pot matar-lo completament i arriba a escapolir-se. Aquest acte involuntari provocarà la transformació de Macelli en vampir, que es "despertarà" més tard a la morgue i comprendrà molt ràpidament l'extensió dels seus nous poders i s'alimentarà de sang fresca i convertirà els membres de la banda en vampirs i estén el terror a la regió.

## Repartiment
- Anne Parillaud: Marie
- David Proval: Lenny
- Rocco Sisto: Gilly
- Chazz Palminteri: Tony
- Anthony LaPaglia: Joe Gennaro
- Robert Loggia: Sallie (The Shark) Macelli
- Tony Sirico: Jacko
- Tony Lip: Frank
- Kim Coates: Ray
- Marshall Bell: Marsh
- Leo Burmester: Dave Flinton
- Rohn Thomas: el coroner
- Angela Bassett: el fiscal Sinclair
- Linnea Quigley: La infermera
- Luis Guzmán: Morals
- Don Rickles: Emmanuel 'Manny' Bergman

## Al voltant de la pel·lícula
- El rodatge s'ha desenvolupat a Pittsburgh.[3]
- Habituat a nombroses picades d'ull als seus films, Sang fresca no escapa pas a la regla i es pot així veure en una de les escenes una televisió difonent Estranys en un tren d'Alfred Hitchcock (1951),[3] la difusió d'alguns extractes del Fantasma del carrer Morgue (1954) durant les escenes de morgue, o també, el final entre Christopher Lee i Peter Cushing al Malson de Dracula (1958).
- Nombrosos directors de films de terror fan de petites aparicions al film: Dario Argento (l'infermer a l'ambulància), Frank Oz (el patologista), Sam Raimi (el carnisser a Roma) i Michael Ritchie (el guardià de nit). També Forrest J Ackerman (l'home a qui es roba el cotxe), editor de la revista Famous Monsters of Filmland o el director i maquillador Tom Savini (el fotògraf). S'observarà igualment la presència de la "scream queen" Linnea Quigley en el paper d'una infermera.
- Els distribuïdors reanomenen el film A French Vampir in America per l'explotació internacional del film, sense informar-ne John Landis, a qui va irritar i va portar una certa confusió en la seva explotació a l'estranger.[3]
- Encara que els vampirs siguin el tema principal del film, la paraula vampir no és mai directament utilitzada.

## Banda original
- Night, compost per Johnny Lehmann i Herb Miller
- That Old Black Magic, interpretat per Frank Sinatra
- I've Got You Under My Skin, interpretat per Frank Sinatra
- Too Far Gone, interpretat per Sturm & Twang
- Gett Off, interpretat per Príncep and the New Power Generació
- Sexitivity, interpretat per Rhythm Syndicate
- I Wanna Make Love To You, interpretat per Rhythm Syndicate
- I See Your Smile, interpretat per Gloria Estefan